# Народный контроль (партия)
Общественное движение «Народный контроль» (укр. Громадський рух «Народний контроль») — украинская политическая партия, зарегистрированная 13 мая 2015 года.

## История
13 мая 2015 года партия «Народный контроль» получила в Государственной регистрационной службе свидетельство о регистрации. Местом регистрации указан город Львов, а исполняющим обязанности главы — Василий Поврозник.
4 июля 2015 года состоялся съезд партии «Общественное движение „Народный контроль“», перед его участниками выступили бывший глава СБУ Валентин Наливайченко (ранее называвший членов организации своими партнёрами), народный депутат нескольких созывов Олесь Доний, а также народный депутат VIII созыва и бывший министр здравоохранения Олег Мусий. Лидером партии стал нардеп Дмитрий Добродомов, в июне вышедший из состава фракции «Блок Петра Порошенко» из-за решения участвовать в выборах с собственной политсилой.
2 сентября 2015 года внефракционные Народные депутаты Дмитрий Добродомов, Олег Мусий и Богдан Матькивский, а также Народный депутат от Блока Петра Порошенко «Солидарность» Андрей Антонищак и Народный депутат от депутатской группы «Воля народа» Евгений Рыбчинский объединились в межфракционное объединение «Народный контроль».
Источники финансирования и расходы партии указываются на её сайте, размер максимального пожертвования ограничен суммой в 50 000 грн.
Ряд украинских СМИ называли партию проектом Администрации президента Украины Петра Порошенко и лично первого заместителя главы АП Виталия Ковальчука, стремящихся ослабить позиции партии «Самопомощь» на западе страны.

### Участие в выборах
На местных выборах в октябре 2015 года партия планировала выдвинуть кандидатов в 14 областных центрах Западной, Центральной и Южной Украины, в июне Дмитрий Добродомов сообщил о решении баллотироваться на пост городского головы Львова. По итогам партия смогла сформировать фракции в облсоветах Львовской, Тернопольской и Черновицкой областей.

## Известные члены
- Денис Анатольевич Шмыгаль